# Раул Фернандез
Раул Фернандез Гонзалез (рођен 23. октобра 2000. године) је шпански мотоциклистички тркач који се такмичи у Мото ГП (Moto Grand Prix) Светском шампионату. Био је јуниорски светски шампион ФИМ (Fédération Internationale de Motocyclisme) Мото3 трке 2018. године.
Његов млађи брат, Адриан је такође мотоциклистички тркач.

## Каријера

### Јуниорска каријера
Фернандез се такмичио на Ред Бул Мото ГП купу за почетнике 2015., завршио је једном на трећем и два пута на другом месту у својој почетничкој кампањи, а сезону је завршио на 7. месту у укупном пласману, са 121 бодом. Поново се такмичио 2016. године, овога пута шест пута завршио на међу најбоља три места (два пута први, три пута други и једном трећи), победио је у две трке у Асену и завршио сезону као на трећем месту. Био је јуниорски светски шампион ФИМ Мото3 2018.

## Мото3 Светско првенство

### МХ6 тим (2016)
У последњој трци Мото 3 Светског шампионата 2016, Фернандез је дебитовао на Гран прију у Валенсији, као замена за повређену Марију Ереру, постигавши шампионске поене са 11. места.

### Аспар тим (2017–2019)
Фернандез је 2017. године ушао у три “wild-card” рунде ( прва рунда плеј-оф фазе) за тим Махиндра Аспар и завршио на 25. месту у Херезу након чега се повукао у Асену и завршио на 22. месту у Немачкој.
Он је још једном направио четири  “wild-card” рунде за Аспар тим 2018. године, овог пута возећи КТМ бицикле које користи Аспар тим. Поправио је резултате у претходној сезони и обезбедио је пуно радно време за следећу годину са својим 10. местом у Барселони, 9. местом у Немачкој, 17. местом у Арагону и 13. местом у Валенсији.
У својој првој целој години у Мото 3, Фернандез је имао пристојну почетничку сезону, десет пута је завршио са поенима, шест пута завршио међу првих десет, док је његова највећа сезона била 5. место у Немачкој. Сезону 2019. завршио је 21. на табели шампионата, са 60 бодова.

### Ред Бул КТМ Ајо (2020)
Због његових добрих наступа, Фернандез је добио уговор од Ред Бул КТМ Ајо тима за сезону 2020. године, због чега је стално напредовао током године. Освојио је шест пол позиција током сезоне (Чешка, Аустрија, Мизано, Арагон, Валенсија и Портимао), два трећа места у Арагону и Валенсији, и освојио Велику награду Европе и Велику награду Португала. Сезону је завршио 4. на табели шампионата, са 159 бодова, само 15 бодова удаљен од првог.

### Ред Бул КТМ Ајо (2021)
Пошто је био унапређен у Мото2, али је остао у породици Ред Бул КТМ Ајо, Фернандез је имао најбољу почетничку сезону икада у Мото2, обарајући неколико рекорда Марка Маркеза. Победио је у осам трка (Португал, Француска, Холандија, Аустрија, Арагон, Римини, САД и Валенсија), имао је седам позиција на половима, био мећу првих 3 чак 12 пута, а завршио је ван првих седам само три пута када се повукао  из трке (Немачка, Велика Британија, Мизано) и завршио други на табели, на само 4 бода од саиграча Ремија Гарднера, који је освојио титулу.

## МотоГП Светско првенство
У августу 2021. објављено је да ће и Фернандез и Гарднер бити промовисани у МотоГП, који ће возити за Ред Бул КТМ Тецх3 у сезони 2022. године. Фернандез постаје тек трећи возач који је промовисан у МотоГП после једне сезоне у Мото2, после Маверика Вињалеса и Жоана Мира.

## РНФ МотоГП тим (од2023.)
У августу 2022., Фернандез је потписао уговор са РНФ тимом за 2023., у партнерству са Мигелом Оливеиром.